# Saison 13 de South Park
Chronologie
Saison 12 Saison 14
Cet article présente le guide des épisodes de la treizième saison de la série télévisée South Park.

## Épisodes
| № | #  | Titre                                                  | Réalisation | Scénario    | Première diffusion |
| --- | -- | ------------------------------------------------------ | ----------- | ----------- | ------------------ |
| 182 | 1  | La Bague The Ring                                      | Trey Parker | Trey Parker | 11 mars 2009       |
| Afin de séduire sa copine, Kenny l'invite à un concert des Jonas Brothers. Son plan prend une mauvaise tournure quand le groupe leur donne des anneaux de pureté après le concert. |    |                                                        |             |             |                    |
| 183 | 2  | Le Coon The Coon                                       | Trey Parker | Trey Parker | 18 mars 2009       |
| Persuadé que la ville de South park a besoin d'un super héros, Cartman devient, la nuit venue, Le Coon. Il cache cette identité secrète à sa famille et à ses amis. Mais un autre super-héros, Mystérion, vient piétiner les plates-bandes du Coon. Cartman va alors tout mettre en œuvre pour démasquer cet imposteur. |    |                                                        |             |             |                    |
| 184 | 3  | Margaritaville                                         | Trey Parker | Trey Parker | 25 mars 2009       |
| Randy débarque avec une solution pour arranger la crise financière qui touche tout le monde. La ville le suit et tout le monde commence à vivre une vie qui ne dépend plus d'aucune économie. Entretemps, un sauveur improbable fait le sacrifice ultime pour résoudre les problèmes de tout le monde. |    |                                                        |             |             |                    |
| 185 | 4  | Mange, prie et froute Eat, Pray, Queef                 | Trey Parker | Trey Parker | 1 avril 2009       |
| Les enfants sont surexcités car en rentrant chez eux ils verront la suite d'un l'épisode de Terrance et Philippe. Malheureusement pour eux ils ne la verront pas car une nouvelle série canadienne est à la mode Les sœurs qui-froutent, présentant deux sœurs qui émettent des pets vaginaux. Les hommes, de South-Park sont indignés de voir une telle vulgarité ! Terrance et Philippe se font renvoyer de la chaîne nationale canadienne.                                                     |    |                                                        |             |             |                    |
| 186 | 5  | Bite au nez de poisson Fishsticks                      | Trey Parker | Trey Parker | 8 avril 2009       |
| Jimmy, avec la moindre collaboration de Cartman, met au point une blague très drôle, tellement drôle qu'elle est reprise partout. Mais entretemps, Kanye West, ne saisit absolument pas la fameuse blague, et cela le met en colère et décide d'aller tuer l'auteur de cette fameuse blague |    |                                                        |             |             |                    |
| 187 | 6  | Le Derby de Pinewood Pinewood Derby                    | Trey Parker | Trey Parker | 15 avril 2009      |
| Stan participe avec son père Randy à une course de petites voitures en bois, le Pinewood Derby. Randy, comme à son habitude, prend ça trop au sérieux et décide de tricher en lestant la voiture avec un aimant supraconducteur dérobé au LHC de Genève. Pendant la course l'engin est envoyé dans l'espace et des aliens le trouvent... |    |                                                        |             |             |                    |
| 188 | 7  | Barbobèse FatBeard                                     | Trey Parker | Trey Parker | 22 avril 2009      |
| Cartman a entendu parler de pirates à la télévision, c'est donc tout naturellement qu'il décide d'aller en Somalie afin de vivre son rêve, Cartman forme alors une équipe composée de Kevin Stoley, Butters Stotch, Clyde Donovan et Ike. Le groupe atteint Mogadiscio, et découvre pas des pirates mais un pays pauvre. Cartman change tout ça en volant les bateaux français avec l'aide du sabre laser de Kevin. Kyle constate que son petit frère est parti avec Cartman et part le chercher. |    |                                                        |             |             |                    |
| 189 | 8  | Vedettes mortes Dead Celebrities                       | Trey Parker | Trey Parker | 7 octobre 2009     |
| Des fantômes de célébrités mortes récemment tourmentent Ike. Il est mort de peur et le stress pourrait bien le tuer. Kyle et les gamins font tout ce qu’ils peuvent pour le sauver mais une certaine vedette n'est pas prête à accepter sa mort et laisser Ike tranquille. |    |                                                        |             |             |                    |
| 190 | 9  | La Meilleure Gagneuse de Butters Butters' Bottom Bitch | Trey Parker | Trey Parker | 14 octobre 2009    |
| Alors que Butters découvre une activité lucrative après avoir reçu son premier baiser tarifé, le sergent Yates décide de lutter très activement contre la prostitution. |    |                                                        |             |             |                    |
| 191 | 10 | Catch W.T.F                                            | Trey Parker | Trey Parker | 21 octobre 2009    |
| Les enfants se découvrent une passion pour le catch et décident de faire de la lutte à l'école. Mais la lutte telle qu'elle est pratiquée à l'école n'a rien à voir avec ce qu'ils espéraient. |    |                                                        |             |             |                    |
| 192 | 11 | Putain de baleines ! Whale Whores                      | Trey Parker | Trey Parker | 28 octobre 2009    |
| Stan fête son anniversaire avec sa famille à l'aquarium de Denver où ils vont pouvoir nager avec les dauphins. Les choses prennent une tournure sanglante lorsque les japonais, arrivant de nulle part, attaquent et tuent tous les dauphins. Le choc subi par Stan fait qu'il prend désormais à cœur de sauver les dauphins de la menace japonaise. |    |                                                        |             |             |                    |
| 193 | 12 | Fiottes The F Word                                     | Trey Parker | Trey Parker | 4 novembre 2009    |
| Les motards de South Park deviennent une nuisance insupportable. Les enfants vont alors se battre pour que le festival Harley ne ruine pas leur week-end. |    |                                                        |             |             |                    |
| 194 | 13 | Danse avec les Schtroumpfs Dances With Smurfs          | Trey Parker | Trey Parker | 11 novembre 2009   |
| Cartman fait les annonces matinales à l'école et est bien décidé à révéler la vérité sur Wendy Testaburger. |    |                                                        |             |             |                    |
| 195 | 14 | Pipi Pee                                               | Trey Parker | Trey Parker | 18 novembre 2009   |
| Stan, Cartman, Kyle, Kenny, Butters et Jimmy vont au parc aquatique, mais ce qui s'annonçait comme une journée d'amusement non-stop se présente comme une entrevue avec la mort... |    |                                                        |             |             |                    |